# 烏茹爾
烏茹爾（Ужу́р）是俄羅斯克拉斯諾亞爾斯克邊疆區西部的一個城市，距區府克拉斯諾亞爾斯克339公里。2002年人口17,252人。
1760年建立。1953年設市。烏茹爾是俄罗斯战略火箭部队第62导弹师的所在地。